# 1094
Évszázadok: 10. század – 11. század – 12. század
Évtizedek: 1040-es évek – 1050-es évek – 1060-as évek – 1070-es évek – 1080-as évek – 1090-es évek – 1100-as évek – 1110-es évek – 1120-as évek – 1130-as évek – 1140-es évek
Évek: 1089 – 1090 – 1091 – 1092 –  1093 – 1094 – 1095 – 1096 – 1097 – 1098 – 1099

## Események
- május- Befejeződik Valencia ostroma.
- május – III. Duncan skót király (III. Malcolm fia) trónra lépése (november 12-én meghal).
- június 4. – I. Péter aragóniai király (I. Sancho fia) trónra lépése (egyúttal Navarra királya is, 1104-ig uralkodik).
- november 12. – I. Donald skót király második trónra lépése (1097-ben megfosztják trónjától).
- Szent László király megalapítja a zágrábi püspökséget. Visszahívja Lengyelországból az oda menekült Kálmán herceget és őt teszi meg utódjául. László komolyan fontolgatja egy keresztes hadjárat megindítását is.

## Születések
- III. Amadeus savoyai gróf († 1148).
- IV. Harald norvég király († 1136).

## Halálozások
- június 4. – I. Sancho aragóniai király (1076-tól Navarra királya is, * 1043).
- november 12. – II. Duncan skót király (* 1060 körül).